# Muelle de Valongo
El muelle de Valongo es un antiguo muelle localizado en la zona portuaria de Río de Janeiro, entre las actuales calles Coelho e Castro y Sacadura Cabral. Recibió el título de Patrimonio Histórico de la Humanidad por la Unesco en julio de 2017 por ser el único vestigio material de la llegada de los africanos esclavizados a América.
Construido en 1811, fue un sitio de desembarque y comercio de esclavizados africanos hasta 1831, cuando se prohibió el tráfico transatlántico de esclavos. Durante los veinte años de su operación, entre 500 mil y un millón de personas desembarcaron en el muelle de Valongo.
En 1843, el muelle fue rehabilitado para la llegada de la princesa Teresa Cristina de Borbón-Dos Sicilias, que vendría a casarse con el emperador Pedro II. El atracadero pasó entonces a llamarse muelle de la Emperatriz.
Entre 1850 y 1920, el área en torno al antiguo muelle se hizo un espacio ocupado por negros esclavos o libertos de diversas naciones - área que Heitor de los Placeres llamó de Pequeña África.

## Historia
Hasta mediados de la década de 1770, los esclavos desembarcaban en la Playa del Pez, actual Plaza XV, y eran negociados en la rúa Direita (hoy rúa Primero de Marzo), en el centro, a la vista de todos. En 1774, una nueva legislación estableció la transferencia desale mercado para la región de Valongo, por iniciativa del virrey, Luís de Almeida, alarmado por el hecho de que negros enfermos y desnudos circularan por las calles de la ciudad.
El mercado fue transferido sin que existiera aún el atracadero, y la alternativa encontrada fue desembarcar los esclavos en la aduana e inmediatamente enviarlos en bote a Valongo, de donde saltarían directamente a la playa. En 1779, el comercio de esclavos finalmente se estableció en el área de Valongo, donde tuvo su auge entre 1808, con la llegada de la familia real portuguesa, y 1831, cuando se prohibió traficar con personas.
A partir de 1808 el tráfico se multiplicó por dos, acompañando el crecimiento de la ciudad que, después de la traslado de la corte portuguesa a Brasil, pasa de 15 mil para 30 mil habitantes. Sin embargo, sólo en 1811, el muelle fue construido, pasando el desembarque a ser hecho directamente en Valongo. De 1811 a 1831, entre 500 mil y un millón de esclavos desembarcaron en ese lugar. A finales de los años 1820, el tráfico de esclavos para Brasil vive su apogeo. Río era entonces un importante depósito comercial de esclavos, y Valongo la principal puerta de entrada de las personas provenientes Angola, de África Oriental y Central. A Maranhão y a Bahía llegaban navíos venidos de Guinea y de África Occidental, respectivamente.
En 1843, se realizaron obras de ganancia de tierra y se construyó un nuevo atracadero sobre el antiguo muelle, destinado a recibir  la princesa Teresa Cristina, futura esposa de Pedro II. El muelle fue entonces rebautizado 'Muelle de la Emperatriz'. Pero este también acabaría por ser enterrado en 1911, durante la reforma urbana emprendida por el alcalde Pereira Pasos.

## Patrimonio de la Humanidad
En 2011, durante la rehabilitación del puerto, se descubrieron dos atracaderos - el de Valongo y el de la Emperatriz -, uno sobre el otro, y, junto a ellos, una gran cantidad de amuletos y objetos de culto originarios de Congo, Angola y Mozambique. El IPHAN y el gobierno de Río de Janeiro elaboraron un dossier para la candidatura de la casa de campo arqueológica del muelle al título de Patrimonio de la Humanidad de la Unesco. La casa de campo fue declarada patrimonio de la humanidad en la 41.ª sesión del comité de la Unesco, en 2017.